# Symplocos imperialis
Symplocos imperialis är en tvåhjärtbladig växtart som beskrevs av August Brand. Symplocos imperialis ingår i släktet Symplocos och familjen Symplocaceae. Inga underarter finns listade i Catalogue of Life.